# Nico Obrecht
Nico Obrecht (* 10. Oktober 1996) ist ein Schweizer Unihockeyspieler. Er steht beim Nationalliga-A-Vertreter UHC Alligator Malans unter Vertrag.

## Karriere

### UHC Alligator Malans
Obrecht begann seine Karriere beim UHC Alligator Malans. 2016/17 debütierte er in der ersten Mannschaft der Bündner. Zur Saison 2016/17 wurde er fix in das Kader der ersten Mannschaft aufgenommen.